# مايلز باتي
مايلز باتي (بالإنجليزية: Miles Batty)‏ هو منافس ألعاب قوى أمريكي، ولد في 1 يونيو 1987 في سولت ليك في الولايات المتحدة.

## وصلات خارجية
- مايلز باتي على موقع الاتحاد الدولي لألعاب القوى (الإنجليزية)
- مايلز باتي على موقع TFRRS.org (الإنجليزية)